# Caulopsis cuspidata
Caulopsis cuspidata är en insektsart som först beskrevs av Scudder, S.H. 1878.  Caulopsis cuspidata ingår i släktet Caulopsis och familjen vårtbitare. Inga underarter finns listade i Catalogue of Life.